# Rhynchocyclus
A Rhynchocyclus a madarak (Aves) osztályának verébalakúak (Passeriformes) rendjébe és a királygébicsfélék (Tyrannidae) családjába tartozó nem.

## Rendszerezés
A nembe az alábbi 4 faj tartozik:
- pápaszemes laposcsőrűtirannusz (Rhynchocyclus brevirostris)
- Rhynchocyclus fulvipectus
- Rhynchocyclus olivaceus
- Rhynchocyclus pacificus